# Попадин, Александр Николаевич
Александр Николаевич Попадин (род. 21 января 1964) — современный российский писатель, публицист, культуролог. Живёт в Калининграде. История и современность Калининграда является основной темой творчества и деятельности Александра Попадина.

## Другая деятельность
Помимо собственно художественной деятельности, Александр Попадин активно выступает в местной калининградской прессе на темы архитектурного наследия Калининграда и Кёнигсберга и сегодняшнего архитектурного процесса. Имеет публикации в русском журнале, несколько публикаций в журнале «Стройинтерьер», несколько публикаций на сайте калининградского отделения Союза архитекторов и в журнале Балтийского федерального университета имени Канта по теме истории градостроительной политики в послевоенном Калининграде.
С 2009 по 2012 год являлся ответственным редактором одного из томов Большого энциклопедического словаря Калининградской области, а именно энциклопедического справочника «Малые города Калининградской области» (2012г).
С 2013 по 2016 г возглавлял некоммерческое партнёрство по преобразованию исторического центра Калининграда и проведению международных конкурсов на объекты и территории исторического центра Калининграда" и ведёт свой блог, посвящённый вопросам урбанистики и истории центра Калининграда\Кёнигсберга «1\7 сердца города».

### Мнение по некоторым актуальным вопросам
Не видит надобности в восстановлении Кёнигсбергского замка и переименовании Калининграда в Кёнигсберг, но считает, что воссозданные фрагменты замка могут быть частью современного комплекса на Королевской горе.